# Ян, Эдуард
Эдуард Адольф Вильгельм Ян (нем. Eduard Adolf Wilhelm Jahn; 20 мая 1871, Берлин — 23 января 1942, Мюнден) — немецкий биолог и миколог, профессор Лесной академии в Мюндене.

## Биография
Эдуард Адольф Вильгельм Ян родился 20 мая 1871 года в Берлине; он изучал естественные науки в Берлинском университете, специализируясь в биологии. В 1894 году, под руководством Симона Швенденера, Ян написал и защитил кандидатскую диссертацию. Затем он сдал государственный экзамен на школьного учителя и начал преподавать в высшем реальном училище (Oberrealschule) в берлинском районе Шарлоттенбург, где оставался до 1921 года.
С 1921 по 1938 год Эдуард Ян состоял полным профессором ботаники и микологии в Лесной академии в Мюндене. Здесь, с 1933 года до своего ухода на пенсию, он также возглавлял Институт ботаники и технической микологии, специализируясь на классе миксомицетов и миксобактериях. 11 ноября 1933 года Эдуард Ян был среди более 900 ученых и преподавателей немецких университетов и вузов, подписавших «Заявление профессоров о поддержке Адольфа Гитлера и национал-социалистического государства». Он также выступал против миколога Рихарда Фалька (Richard Falck, 1873—1955), являвшегося демократом и евреем. Ян скончался 23 января 1942 года в Мюндене.

## Работы
- Peridineae (Dinoflagellatae). Diatomeae (Bacillariophyta). Myxomycetes. / by Eduard Jahn — Leipzig, Wilhelm Engelmann, 1928.